# یواس‌اس ان-۴ (اس‌اس-۵۶)
یواس‌اس ان-۴ (اس‌اس-۵۶) (به انگلیسی: USS N-4 (SS-56)) یک زیردریایی بود که طول آن ۱۵۵ فوت (۴۷ متر) بود. این زیردریایی در سال ۱۹۱۷ ساخته شد.